# Млакар, Албин
Албин Млакар (словен. Albin Mlakar), в немецких документах встречается также Альбин Млакер (нем. Albin Mlaker; 25 февраля 1890, Планина — 21 июля 1946, Марибор) — словенский солдат, майор инженерных войск Вооружённых сил Австро-Венгрии и Народно-освободительной армии Югославии. Участник обеих мировых войн. Является одним из самых наиболее известных словенских солдат австро-венгерской армии.

## Биография
Родился 25 февраля 1890 года в местечке Планина около Ракека. Отец — уроженец Петтау (ныне Птуй). Учился в Кремсской кадетской школе, служил в 5-м сапёрном батальоне во время учёбы, в мае 1912 года произведён в лейтенанты. С 1 октября нёс службу в 14-м сапёрном батальоне, однако получал только половину жалования. 1 июня 1914 был отправлен в запас по причине состояния здоровья, однако после начала Первой мировой войны возвращён в личный состав.
Албин продолжил службу в 14-м сапёрном батальоне, сражаясь на восточном фронте против русских войск и проявил там невиданную храбрость: так, в одном из случаев он, будучи вооружённым только револьвером, сумел отбиться от трёх казаков, несмотря на то, что был ранен. После этого ему снова стали выдавать половинный оклад, и 23 января 1915 в Вене снова было подписано распоряжение об отправке Албина в запас. В мае 1915 года Млакар вернулся на фронт в составе своего батальона после вступления Италии в войну на стороне Антанты.
В мае 1916 года Млакар прославился после взятия крепости Каза-Ратти в Южном Тироле. Командуя патрулём 1-й роты 14-го сапёрного батальона (3-я пехотная дивизия фельдмаршала фон Хорнецки, 20-й корпус), он 26 мая 1916 вошёл в крепость и обнаружил, что весь её гарнизон бежал ещё до прибытия австрийских войск, но крепость была заминирована. Под постоянными артиллерийскими обстрелами лейтенант Млакар и его войска ворвались в Каза-Ратти, осознавая, что она может взлететь на воздух в любой момент, и стали нейтрализовывать все заряды взрывчатки. Почти все газеты Австро-Венгрии сообщали об этом акте героизма, помещая на первые полосы фотографии Млакара. За проявленную храбрость 30 мая 1916 лейтенант Албин Млакар был награждён рыцарским крестом Австрийского ордена святого Леопольда — одной из высших военных наград Австрии, став одним из самых молодых кавалеров этой награды.
26 мая 1916 было отдано распоряжение о произведении Млакара в оберлейтенанты, которое было выполнено 10 июня. В том же году он был награждён бронзовой медалью Заслуги «Signum Laudis» 18 октября и Крестом военных заслуг 3-го класса с мечами 1 ноября за успешную организацию минирования горы Монте-Чимоне 23 сентября 1916. Действиями Млакара удалось задержать итальянцев, прорыть тоннель под их окопами и в 5:45 произвести подрыв и уничтожить около 100 солдат противника (от батальона итальянских солдат остались только 22 солдата и 2 офицера). 59-й пехотный полк, организовавший эту диверсию, взял в плен ещё 15 офицеров и 477 солдат.
Слава о деяниях Млакара прокатилась по всему итальянскому фронту, и один из командиров укреплений горы Вршич отправил Млакара на очередное задание по подготовке взрыва на горе Кал. Задание было не таким лёгким, как минирование Монте-Чимоне: в тоннеле Млакар и его отряд вступил в схватку с итальянцами, которая завершилась только после того, как австрийцы открыли огонь из пулемёта. В бою погибли три австрийских сапёра, но и итальянцы были полностью перебиты. В 9 часов утра 24 октября 1917 на высоте 1698 метров прогремел взрыв, и вершина буквально обрушилась на вражеские позиции. В атаку перешёл в тот же момент 7-й Каринтийский пехотный полк. За проявленные личные качества 27 декабря 1917 Млакар был награждён Золотой медалью «За храбрость».
1 февраля 1918 Млакар был произведён в капитаны и перешёл в 21-й сапёрный батальон, получив награду — Крест войск Карла. После распада Австро-Венгрии он вступил в Словенскую национальную армию в Птуе, после перешёл в штаб-квартиру генерала Рудольфа Майстера в Марбурге-на-Драу (Марибор). Последствия войны, выраженные в серьёзном психическом расстройстве, сказались на состоянии Млакера: в феврале 1919 года он был отправлен в запас, получив звание майора. Тем не менее, восстановить своё психическое здоровье ему не удавалось: среди знакомых он был известен своим агрессивным темпераментом. Так, когда его попытались выселить из квартиры чиновники, он бросился на них с ружьём.
Млакар был женат, у него родились двое детей. Младшего, которого Албин особенно любил, насильно забрали в вермахт, и он погиб на Восточном фронте: по городской легенде, после взрыва снаряда солдату оторвало обе ноги, и он умолял сослуживцев его пристрелить. Несмотря на трагедию, Млакар не перешёл на сторону немцев. А в сентябре 1944 года он был принят в ряды Народно-освободительной армии Югославии, сохранив звание майора. С партизанами он встретился в Доленьске и был назначен ответственным за инженерные работы в 7-м словенском армейском корпусе. Так, под командованием Млакара партизаны соорудили понтонный мост в Броде-на-Колпе.
21 июля 1946 тяжело больной Албин Млакер скончался в военном госпитале Марибора. Он был похоронен на кладбище Птуя. До настоящего времени сохранились его дневники времён Первой мировой войны, выставленные на экспозицию в одном из музеев Словении.

## Награды
- Австрийский орден Леопольда рыцарский крест (30 мая 1916, Австро-Венгрия)[1]
- Бронзовая медаль «За военные заслуги» на ленте медали «За храбрость» (18 октября 1916, Австро-Венгрия)[1]
- Крест «За военные заслуги» с военными украшениями (лаврами) и мечами (1 ноября 1916, Австро-Венгрия)[1]
- Золотая почётная медаль «За храбрость» (1917, Австро-Венгрия)
- Серебряная почётная медаль «За храбрость» (1918, Австро-Венгрия)
- Орден Железной короны 3-го класса (1918, Австро-Венгрия)
- Войсковой крест Карла (1918, Австро-Венгрия)[1]